# Jean Marie Morel

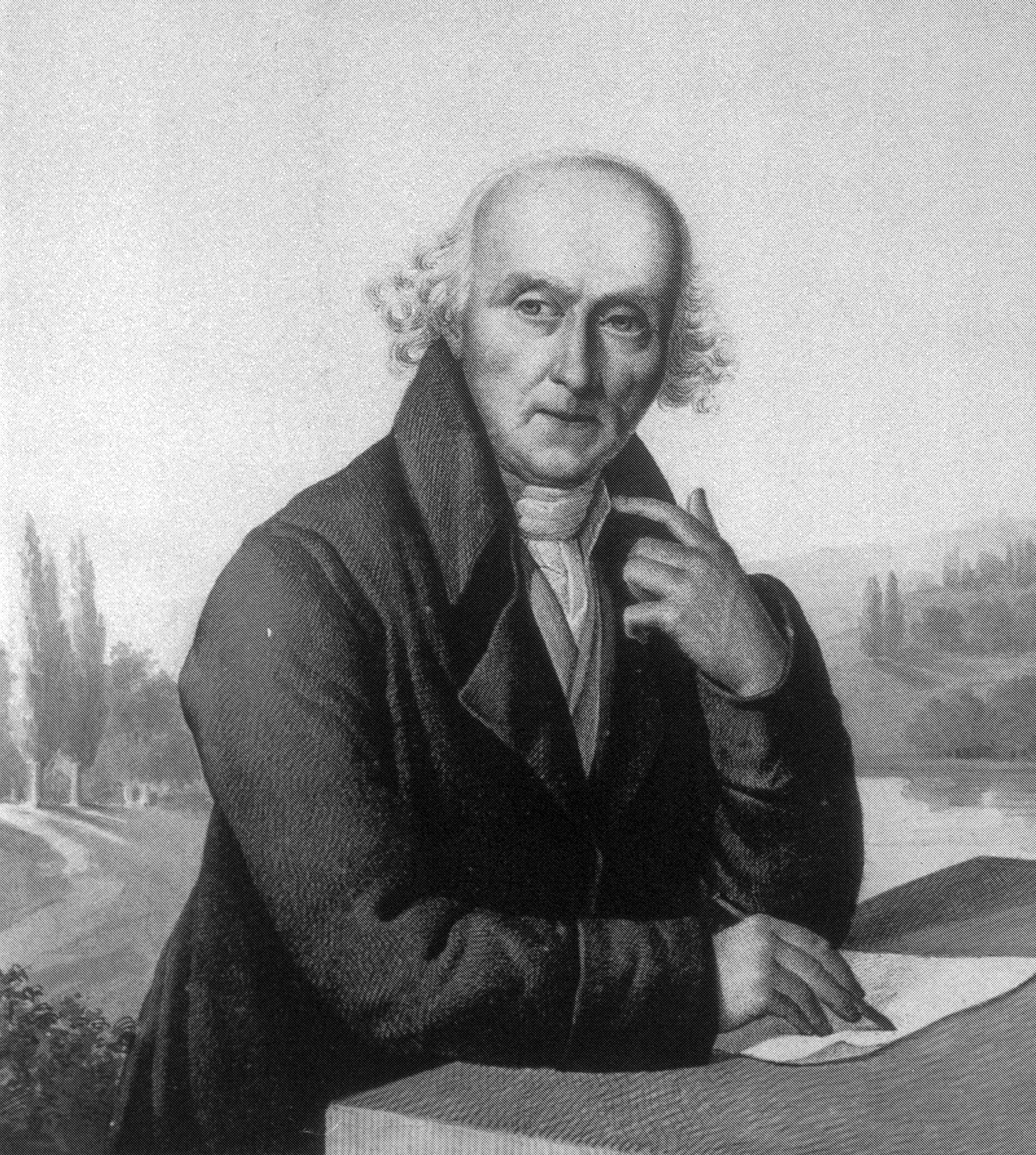
Jean Marie Morel in einem zeitgenössischen Stich

Jean Marie Morel (* 21. August 1728 in Lyon; † 7. Oktober 1810 in Écully) war ein französischer Architekt, Landschaftsarchitekt und Gartentheoretiker. Er betätigte sich auch als Fachschriftsteller und Landschaftsmaler. Morel gestaltete etwa fünfzig Gärten und Parks bei Schlössern und Herrenhäusern im Norden und Osten Frankreichs für adelige Auftraggeber. Nur wenige seiner Schöpfungen haben unverändert überdauert.

## Herkunft und Ausbildung
Morel war Sohn eines Staatsanwaltes, seine Mutter war bürgerlicher Herkunft. Über seine Kindheit ist wenig bekannt, wahrscheinlich besuchte er ein Jesuitenkolleg in Lyon. Von 1754 bis 1758 arbeitete er in der Tiefbauverwaltung des Distrikts Lyon. Er studierte von Ende 1758 bis 1760 in Paris an der École des Ponts et Chaussées unter Jean Rodolphe Perronet, 1759 war er Schüler von Jacques François Blondel.

## Arbeit als Landschaftsarchitekt
Nach Ende des Siebenjährigen Kriegs (1763) diente er Louis François I. de Bourbon (1717–1776) als Architekt. Innerhalb weniger Jahre wurde sein Stil der jardins pittoresque („malerischen Gärten“) erfolgreich und er erhielt eine sehr gute Bezahlung. Nach dem Tod des Prinzen wurde Morel zu einem gefragten Gartenkünstler. Er erhielt Aufträge von Landadeligen im Norden und Osten Frankreichs.
Seine beiden ersten Entwürfe, die er nicht für den Prinzen von Conti ausführte, waren die Gärten von Guiscard und Ermenonville, letzterer für René Louis de Girardin, der selbst an der Gestaltung mitwirkte und mit dem es zum Zerwürfnis über die Gestaltung der Landschaft in einem pittoresken oder stärker „natürlichen“ Stil kam.
1776 erschien sein gartentheoretisches Werk Théorie des jardins ou L’Art des jardins de la nature („Theorie der Gärten oder Die Kunst der Gärten nach der Natur“; Reprint 1973); eine zweite, erweiterte Auflage erschien 1802. Morel nahm Bezug auf die Schriften von Thomas Whately und Claude-Henri Watelet.

## Zeit nach der Revolution
Morel lebte überwiegend in Paris, kehrte aber häufig nach Lyon zurück. 1791 heiratete er in seiner Geburtsstadt die 23 Jahre jüngere Adélaïde Goussard de Fontebrune. Während der Auseinandersetzungen der Französischen Revolution wurde Morel, ebenso wie seine beiden Brüder, in Lyon verhaftet, kam jedoch durch Einsatz seiner Frau frei.
Auch im nachrevolutionären Frankreich setzte Morel seine Arbeit als Landschaftsarchitekt fort. Über seinen politischen Standpunkt ist nichts bekannt, mit seinen Gartengestaltungen im landschaftlichen Stil galt er offenbar nicht als ein Anhänger des ancien régime. In La Malmaison entwarf er das große Gewächshaus (Grande Serre Chaude), das von Jean-Thomas Thibault und Barthélémy Vignon vollendet wurde, ferner das châlet suisse (ein Bauernhaus im Schweizerstil), ein Schäferhaus, eine Molkerei und einen Kuhstall: Dieser Auftrag für Napoléon und dessen erster Frau Joséphine de Beauharnais zog zahlreiche Folgeaufträge nach sich.
In seinem letzten Lebensjahrzehnt verfasste Morel zahlreiche Fachartikel. Er starb in Écully, einem Vorort von Lyon, wo er ein Haus besaß. Er wurde auf dem dortigen Friedhof beigesetzt (zerstört). Morel hatte zwei Brüder, Bonaventure und Pierre.

## Werke (Auswahl)
Bei den Gartenentwürfen Morels handelte es sich häufig um Neugestaltungen vorhandener Schlossgärten im Stil pittoresker Landschaftsgärten.
- Guiscard (Oise), für Louis-Marie-Augustin, Duc d’Aumont (1770–1775, heute Ackerland)
- Ermenonville (Oise), für René Louis de Girardin (1770–1775, nur teilweise erhalten)
- Hornoy (Somme), für Alexandre de Dompierre (um 1780, sehr gut erhalten)
- Mauperthuis (Seine-et-Marne), für Anne-Pierre de Fezensac (1789–1790, teilweise erhalten und verändert)
- La Malmaison (Hauts-de-Seine), für Joséphine de Beauharnais (1801–1805, verkleinert und verändert)
- Vizille (Isère), für Augustin Charles Périer (1808–1810, gut erhalten)

Die meisten der erhaltenen Gärten befinden sich in Privatbesitz und sind nicht öffentlich zugänglich.